# Габриэлли ди Кверчита, Николо
Граф Николо Габриэлли ди Кверчита (итал. Nicolò Gabrielli di Quercita; 21 февраля 1814, Неаполь,Королевство Обеих Сицилий — 14 июня 1891, Париж, Франция) — итальянский композитор и дирижёр.

## Биография
Cемья была родом из Губбио в Папской области. В молодости Николо изучал музыку в Неаполе, в консерватории Сан-Пьетро-а-Майелла, где одним из его учителей был Гаэтано Доницетти. Среди его произведений — оперы-буффа, комедии, мелодрамы и балеты. В 1840 году занял пост директора театра Сан-Карло.
В 1854 году французский император Наполеон III пригласил Габриэлли в Париж, где он был награждён орденом Почетного легиона (1864). В Париже Габриэлли жил вплоть до своей смерти в 1891 году; был похоронен на кладбище Пер-Лашез.